# NGC 1080
NGC 1080 est une galaxie spirale intermédiaire située dans la constellation de la Baleine. NGC 1080 a été découverte par l'astronome américain Lewis Swift en 1886.

## Caractéristiques
Sa vitesse par rapport au fond diffus cosmologique est de 7 629 ± 16 km/s, ce qui correspond à une distance de Hubble de 112,5 ± 7,9 Mpc (∼367 millions d'al).
À ce jour, quatre mesures non basées sur le décalage vers le rouge (redshift) donnent une distance de 79,300 ± 35,669 Mpc (∼259 millions d'al), ce qui est à l'intérieur des valeurs de la distance de Hubble en raison de l'incohérence des mesures et de l'écart-type très grand. Notons cependant que c'est avec la valeur moyenne des mesures indépendantes, lorsqu'elles existent, que la base de données NASA/IPAC calcule le diamètre d'une galaxie.
La classe de luminosité de NGC 1080 est III et elle présente une large raie HI.
À ce jour, quatre mesures non basées sur le décalage vers le rouge (redshift) donnent une distance de 79,300 ± 35,669 Mpc (∼259 millions d'al), ce qui est à l'intérieur des valeurs de la distance de Hubble en raison de l'incohérence des mesures et de l'écart-type très grand. Notons cependant que c'est avec la valeur moyenne des mesures indépendantes, lorsqu'elles existent, que la base de données NASA/IPAC calcule le diamètre d'une galaxie.

## Supernova
La supernova SN 2009I a été découverte le 13 janvier par une équipe d'astronomes dans le cadre du programme de recherche de supernovas CHASE (CHilean Automatic Supernova sEarch) de l'université du Chili. Cette supernova était de type Ia.